# 伊東ちなみ
伊東 ちなみ（いとう ちなみ、1996年12月1日 - ）は、日本の元AV女優である。
静岡県出身。

## 略歴
2015年9月、MOODYZの専属女優としてAVデビュー。
東京都内の私立大学に通う女子大生で、デビューのきっかけはスカウト。初体験は高校3年生の時。
2016年から『FRIDAY』、『週刊現代』など講談社の雑誌で断続的に「日本一かわいいハダカの女子大生」としてグラビア特写が組まれ、同年10月に写真集が発売された。
デビュー以来専属女優として安定した人気を誇っていたが、2018年12月13日発売予定だった「はじめてのファン感謝 お宅訪問 アナタの性欲ぜ～んぶ受け入れます」がメーカー回収扱いとなりECサイトなどからも順次削除され、事実上の引退となった。さらに、2019年7月にはオリジナルビデオを除く全作品が販売・配信停止となっている。
中国語圏では「伊東千奈美」と表記され、その動向が報道されるほど人気を得ていた。2019年10月には、香港の媒体『東方日報』で「惜しまれて引退したAV女優五傑」（AV研究所調べ）であると報道された。

## 人物
趣味・特技は、散歩・料理。
デビュー当時はCカップであったが、豆乳やマッサージにより2017年あたりよりFカップになった。なお豊胸手術はしていない。また、公式プロフィールではEカップとなっている。
恥ずかしいので自身の出演作はほとんど見ていない。

## 作品

### アダルトビデオ
2015年
- 現役女子大生!!サワカワ18歳AVデビュー!!（9月13日、MOODYZ）
- はじめてイッちゃった!（10月13日、MOODYZ）
- どきどき初体験 美少女ご奉仕ソープランド（11月13日、MOODYZ）
- いつでもどこでも即ハメメイド（12月13日、MOODYZ）

2016年
- どーせいしようよ（1月13日、MOODYZ）
- エロカシコい家庭教師（2月13日、MOODYZ）
- 初めての赤面快感おもらし（3月13日、MOODYZ）
- はじめての一泊二日 ハメまくり旅行（4月13日、MOODYZ）
- え?ここで?バレないようにこっそりドキドキセックス大作戦!!（5月13日、MOODYZ）
- 伊東ちなみのJKオナニーサポート（6月13日、MOODYZ）
- スレンダー敏感コスプレイヤー（7月13日、MOODYZ）
- 1日10回射精しても止まらないオーガズムSEX（8月13日、MOODYZ）
- 絶頂、絶叫、痙攣、連続オーガズム たくさんイっちゃった（9月13日、MOODYZ）
- にやにやパンチラで全力誘惑してくるうちの妹（10月19日、MOODYZ）
- 痴漢に溺れて…―この車両だけはダメだと知っていたのに…―（11月19日、MOODYZ）
- 超高級小悪魔メンズエステサロン（12月19日、MOODYZ）

2017年
- いつでも勃起させちゃう全裸メイド（1月19日、MOODYZ）
- 舌と唇で感じあう 濃密ベロキスづくし（2月25日、MOODYZ）
- デビュー1年分12作品総集編 初BEST（3月1日、MOODYZ）
- ビクビク痙攣が止まらない 性感開発オイルマッサージ（3月13日、MOODYZ）
- 丸呑みバキュームフェラ 特別版240分SPECIAL（5月1日、MOODYZ）
- はじめての童貞★筆おろしドキュメント!!（5月25日、MOODYZ）
- おチ○ポ挑発練習中!!誘惑新任女教師（6月19日、MOODYZ）
- 早漏イクイク敏感4SEX（8月1日、MOODYZ）
- 毎日抜く方法を変えて僕を痴女る小悪魔お姉ちゃん（9月7日、MOODYZ）
- 妹の浮きブラと乳首ポロリ（10月7日、MOODYZ）
- 偶然、ネット動画で見つけたのはヤリサー糞集団にハメ撮りされた彼女だった。（10月25日、MOODYZ）
- 絶頂体位ポルチオ開発（11月25日、MOODYZ）
- トレーニング姿が辛抱たまらん!! 活・発・誘・惑インストラクター（12月25日、MOODYZ）

2018年
- 一ヶ月禁欲した伊東ちなみを焦らして寸止めを繰り返し極限まで感度を高めた後の連続イカせトランス性交（2月1日、MOODYZ）
- 身動き封じられて文系お姉さんにねっちょり犯される!（3月1日、MOODYZ）
- 乳首をず～っとこねくりっ放し性交（4月1日、MOODYZ）
- 絶対領域めっちゃスケベな誘惑ニーハイお姉さん（4月13日、MOODYZ）
- 女子大生サイレント輪姦レ×プ ～助けを呼んで周りにバレるのが怖くて声を押し殺し屈辱ケイレン絶頂～（5月13日、MOODYZ）
- 風俗レジデンス（6月13日、MOODYZ）
- 責め好き小悪魔女子マネージャーの射精管理トレーニング（7月13日、MOODYZ）
- ２周年記念! 敏感イクイクSEX～痴女教師まで一挙大放出BEST（8月1日、MOODYZ）
- 精液検体採取課配属。 真面目に搾精ちんコキ専用看護婦さん（8月13日、MOODYZ）
- 性欲モンスターなんです…ウチのお姉ちゃんは。（9月13日、MOODYZ）
- タイトスカートで全力挑発してくるうちの誘惑女上司（10月13日、MOODYZ）

- 桃尻バックピストン!! イッても終わらない波打ちガン突きでアクメ暴走（11月13日、MOODYZ）[10]

2019年
- こっそり淫語（バイノーラル）と大胆パンチラでオフィス内SEXをせがんでくる誘惑女上司 伊東ちなみ (1月13日、MOODYZ）

### イメージビデオ
- 裸神（2016年10月25日、Air control）
- ALL NUDE（2017年1月25日、Air control）
- かてきょ（2017年7月25日、Air control）
- after school（2018年4月25日、Air control）

### 写真集
- 日本一かわいいハダカの女子大生（2016年10月27日、講談社、撮影：佐藤裕之）[5] ISBN 9784063528558

## 出演

### オリジナルビデオ
- 午後の奥様 若妻のおシゴト 超VIPエステ倶楽部（2017年06月02日、発売元:ブリーズ、販売元:アクセスエー） - 彩香 役（主演）。2017年9月9日に映画チャンネルNECOにて、テレビ初放送された。
- 日韓恋愛慕情 レイナに逢いたくて（2018年、ニューセレクト）[11]
- ミク、僕だけの妹（2018年4月、クロックワークス、監督：城定秀夫） - ミク 役（主演）